# (Don't let them) Stop the music
(Don't let them) Stop the music is een lied van Denny Randell en Letty Jo Randell.

## Achtergrond
Letty Jo Randell was lid van The Sex-O-Lettes. Denny Randell was professioneel liedjesschrijver (ook voor dat groepje). Onder meer The Supremes, Neil Sedaka en The Osmonds namen werk van hem op. (Don't let them) Stop the music werd voor het eerst op plaat gezet door Dennis Fitzgerald & Co, een gelegenheidsformatie. Het was voor zover bekend hun enige single. Denny Randell was bij die opname betrokken. Het is mogelijk dat Dennis Fitzgerald enige tijd een pseudoniem was voor Randell.
In Nederland zijn twee covers bekend van het nummer.

## Dizzy Man's Band
Stop the music is een bijna vergeten single van Dizzy Man's Band. Het was hun laatste single voor het platenlabel EMI Nederland en werd geen hit. Het was voorts voor het eerst dat de nummers niet door de leden zelf waren geschreven, maar dat ze liedjes van anderen zongen. Ook nieuw voor de groep is een nummer in het Nederlands gezongen. Na een uitstapje naar de Bovema Studio in Heemstede keerde de Dizzy Man's Band weer terug naar de Soundpush Studio in Blaricum. Muziekproducent was Frans Mijts (oprichter van die studio) in samenwerking met de band.
De boerderij is een cover van Jollity farm, een lied van Lesley Sarony en Lawrence Wright in een bewerking van Jacques Kloes. Het is eerder uitgevoerd door Sarony zelf en de Bonzo Dog Doo-Dah band.

## Bonnie St. Claire
Een jaar later verscheen een versie van Bonnie St. Claire, opgenomen onder leiding van Peter Koelewijn en begeleid door het orkest van Harry van Hoof. Ook dit werd geen hit. De B-kant was van Koelewijn zelf.